# Rafael Figueroa
Rafael Alejandro Figueroa Gómez (ur. 14 marca 1983 w Torreón) – meksykański piłkarz występujący na pozycji środkowego obrońcy.

## Kariera klubowa
Figueroa pochodzi z miasta Torreón i jest wychowankiem tamtejszego klubu Santos Laguna. Zanim rozpoczął treningi z seniorską drużyną, udał się na wypożyczenie do drugoligowego Estudiantes de Santander z siedzibą w Altamirze, gdzie spędził rok jako podstawowy zawodnik. Bezpośrednio po tym, również na zasadzie wypożyczenia, reprezentował barwy innych drugoligowców – Club León oraz Delfines de Coatzacoalcos, w których barwach występował po sześć miesięcy bez większych osiągnięć. Po powrocie do Santos Laguny, w wieku dwudziestu dwóch lat, został włączony do pierwszego zespołu przez szkoleniowca Eduardo de la Torre i w meksykańskiej Primera División zadebiutował 20 sierpnia 2005 w wygranym 3:0 spotkaniu z Dorados. Już kilka tygodni później został podstawowym stoperem ekipy, premierowego gola w najwyższej klasie rozgrywkowej zdobywając 29 stycznia 2006 w przegranej 3:4 konfrontacji z Atlante.
Ponad dwa lata później, w wiosennym sezonie Clausura 2008, Figueroa zdobył z Santos Laguną swój pierwszy tytuł mistrza Meksyku, mając niepodważalne miejsce w zespole prowadzonym przez Daniela Guzmána. Pewną pozycję na środku obrony stracił dopiero podczas wiosennych rozgrywek Bicentenario 2010, podczas których zanotował ze swoją ekipą wicemistrzostwo kraju. Sukces w postaci tytułu wicemistrzowskiego powtórzył również pół roku później, w jesiennym sezonie Apertura 2010, a także podczas rozgrywek Apertura 2011. W sezonie Clausura 2012, wciąż jako rezerwowy, wywalczył z Santos Laguną kolejne mistrzostwo Meksyku, a także dotarł do finału najbardziej prestiżowych rozgrywek kontynentu – Ligi Mistrzów CONCACAF. W 2013 roku ponownie doszedł do finału północnoamerykańskiej Ligi Mistrzów, natomiast w sezonie Apertura 2014 zdobył puchar Meksyku – Copa MX.
Podczas rozgrywek Clausura 2015 Figueroa po raz trzeci wywalczył mistrzostwo Meksyku, jednak ani razu nie pojawił się na boisku, będąc w ekipie prowadzonej przez portugalskiego trenera Pedro Caixinhę głębokim rezerwowym dla Carlosa Izquierdoza i Oswaldo Alanísa. Po tym sukcesie został jedynym piłkarzem w historii klubu, który zdobył z Santos Laguną cztery trofea. Ogółem w barwach Santos Laguny spędził dziesięć lat, rozgrywając 289 meczów – mimo że przez niemal sześć lat pełnił głównie rolę rezerwowego, dzięki przywiązaniu do barw klubowych oraz nieustępliwości i waleczności na placu gry został jednym z idoli kibiców, którzy ochrzcili go przydomkiem "Corazón de León" ("Lwie Serce"). W lipcu 2015 został zawodnikiem spadkowicza z pierwszej ligi, Universidadu de Guadalajara.
| Sezon     | Klub                       | Kraj   | Rozgrywki  | Mecze | Bramki |
| --------- | -------------------------- | ------ | ---------- | ----- | ------ |
| 2003/2004 | Estudiantes de Santander   | Meksyk | Ascenso MX | 25    | 0      |
| 2004/2005 | Club León                  | Meksyk | Ascenso MX | 13    | 0      |
| 2004/2005 | Delfines de Coatzacoalcos  | Meksyk | Ascenso MX | 21    | 0      |
| 2005/2006 | Santos Laguna              | Meksyk | Liga MX    | 26    | 2      |
| 2006/2007 | Santos Laguna              | Meksyk | Liga MX    | 35    | 1      |
| 2007/2008 | Santos Laguna              | Meksyk | Liga MX    | 43    | 1      |
| 2008/2009 | Santos Laguna              | Meksyk | Liga MX    | 38    | 0      |
| 2009/2010 | Santos Laguna              | Meksyk | Liga MX    | 19    | 0      |
| 2010/2011 | Santos Laguna              | Meksyk | Liga MX    | 16    | 1      |
| 2011/2012 | Santos Laguna              | Meksyk | Liga MX    | 19    | 1      |
| 2012/2013 | Santos Laguna              | Meksyk | Liga MX    | 25    | 0      |
| 2013/2014 | Santos Laguna              | Meksyk | Liga MX    | 20    | 3      |
| 2014/2015 | Santos Laguna              | Meksyk | Liga MX    | 0     | 0      |
| 2015/2016 | Universidad de Guadalajara | Meksyk | Ascenso MX |       |        |